# Flag football aux Jeux mondiaux de 2022
Navigation
Wrocław 2017 (Football américain ) Chengdu 2025
Les tournois de Flag football des Jeux mondiaux de 2022 ont lieu du 10 au 14 juillet 2022 dans le stade de Legion Field.
Le 20 juillet 2020, l'Association internationale des Jeux mondiaux, la National Football League et la Fédération internationale de football américain (IFAF) annoncent conjointement que le flag football, une version sans contact de football américain, sera présent pour la première fois aux Jeux mondiaux de Birmingham. En 2017, le football américain masculin était présent en tant que sport de démonstration. La fédération tente ainsi d'imposer cette version non-violente du football américain notamment en vue des Jeux olympiques d'été de 2028 à Los Angeles.

## Organisation
Huit équipes masculines et huit équipes féminines sont qualifiées pour cette compétition : si les États-Unis sont automatiquement qualifiés en tant que pays hôte, les sept meilleures équipes du championnat du monde 2021 seront qualifiées.
| Place | Hommes                 | Femmes                 |
| ----- | ---------------------- | ---------------------- |
|       | États-Unis (Pays hôte) | États-Unis (Pays hôte) |
|       | Mexique                | Mexique                |
|       | Panama                 | Autriche               |
| 4     | Italie                 | Brésil                 |
| 5     | France                 | Panama                 |
| 6     | Autriche               | Japon                  |
| 7     | Danemark               | France                 |
| 8     | Allemagne              | Italie                 |

## Tournoi masculin

### Tour préliminaire
|   | Équipe    | J | V | D | PP | PC | +/- |
| - | --------- | - | - | - | -- | -- | --- |
| 1 | Italie    | 3 | 3 | 0 | 95 | 82 | +13 |
| 2 | Autriche  | 3 | 2 | 1 | 84 | 81 | +3  |
| 3 | Mexique   | 3 | 1 | 2 | 78 | 72 | +6  |
| 4 | Allemagne | 3 | 0 | 3 | 68 | 90 | -22 |

| 10 juillet | Mexique  | 20 | 25 | Autriche  |
| 10 juillet | Italie   | 28 | 27 | Allemagne |
| 10 juillet | Autriche | 32 | 27 | Allemagne |
| 10 juillet | Mexique  | 28 | 33 | Italie    |
| 11 juillet | Mexique  | 30 | 14 | Allemagne |
| 11 juillet | Autriche | 27 | 34 | Italie    |

|   | Équipe     | J | V | D | PP  | PC | +/- |
| - | ---------- | - | - | - | --- | -- | --- |
| 1 | États-Unis | 3 | 3 | 0 | 105 | 34 | +71 |
| 2 | Danemark   | 3 | 2 | 1 | 61  | 64 | -3  |
| 3 | Panama     | 3 | 1 | 2 | 67  | 82 | -15 |
| 4 | France     | 3 | 0 | 3 | 39  | 92 | -53 |

| 10 juillet | États-Unis | 38 | 13 | France     |
| 10 juillet | Panama     | 19 | 34 | Danemark   |
| 11 juillet | États-Unis | 35 | 14 | Panama     |
| 11 juillet | France     | 13 | 20 | Danemark   |
| 11 juillet | Danemark   | 7  | 32 | États-Unis |
| 11 juillet | France     | 13 | 34 | Panama     |

### Phase finale
|  | Quarts de finale | Quarts de finale |            |            | Demi-finales           | Demi-finales           |    |  | Finale     | Finale     |
|  | Quarts de finale | Quarts de finale |            |            | Demi-finales           | Demi-finales           |    |  | Finale     | Finale     |
|  |                  |                  |            |            |                        |                        |    |  |            |            |
|  | 12 juillet       | 12 juillet       |            |            | 13 juillet             | 13 juillet             |    |  | 14 juillet | 14 juillet |
|  | 12 juillet       | 12 juillet       |            |            | 13 juillet             | 13 juillet             |    |  | 14 juillet | 14 juillet |
|  | États-Unis       |                  |            |            | 13 juillet             | 13 juillet             |    |  | 14 juillet | 14 juillet |
|  |                  |                  |            |            | 13 juillet             | 13 juillet             |    |  | 14 juillet | 14 juillet |
|  | Allemagne        | forfait          |            |            | 13 juillet             | 13 juillet             |    |  | 14 juillet | 14 juillet |
|  | Allemagne        | forfait          | États-Unis | 54         |                        |                        |    |  | 14 juillet | 14 juillet |
|  | 12 juillet       |                  | États-Unis | 54         |                        |                        |    |  | 14 juillet | 14 juillet |
|  |                  | Autriche         | 19         |            |                        |                        |    |  | 14 juillet | 14 juillet |
|  | Autriche         | Autriche         | 19         | 18         |                        |                        |    |  | 14 juillet | 14 juillet |
|  | Autriche         |                  |            | 18         |                        |                        |    |  | 14 juillet | 14 juillet |
|  | Panama           | 7                |            |            |                        |                        |    |  | 14 juillet | 14 juillet |
|  | Panama           | 7                | États-Unis | 46         |                        |                        |    |  |            |            |
|  | 12 juillet       |                  | États-Unis | 46         |                        |                        |    |  |            |            |
|  |                  | Italie           | 36         |            |                        |                        |    |  |            |            |
|  | Danemark         | Italie           | 36         | 18         |                        |                        |    |  |            |            |
|  | Danemark         | 13 juillet       |            | 18         |                        |                        |    |  |            |            |
|  | Mexique          | 34               |            |            |                        |                        |    |  |            |            |
|  | Mexique          | 34               | Mexique    | 29         |                        |                        |    |  |            |            |
|  | 12 juillet       | 12 juillet       | Mexique    | 29         | Match pour la 3e place | Match pour la 3e place |    |  |            |            |
|  | 12 juillet       | 12 juillet       |            | Italie     | Match pour la 3e place | Match pour la 3e place | 41 |  |            |            |
|  | Italie           | 41               | 14 juillet | 14 juillet |                        |                        | 41 |  |            |            |
|  | Italie           | 41               | 14 juillet | 14 juillet |                        |                        |    |  |            |            |
|  | France           | 38               |            | Autriche   | 35                     |                        |    |  |            |            |
|  | France           | 38               |            | Autriche   | 35                     |                        |    |  |            |            |
|  |                  |                  |            |            |                        |                        |    |  | Mexique    | 39         |
|  |                  |                  |            |            |                        |                        |    |  | Mexique    | 39         |

### Matches de classement
|  | Places 5 à 8 | Places 5 à 8 |            |    | 5e place   | 5e place   |
|  | Places 5 à 8 | Places 5 à 8 |            |    | 5e place   | 5e place   |
|  |              |              |            |    |            |            |
|  | 12 juillet   | 12 juillet   |            |    | 13 juillet | 13 juillet |
|  | 12 juillet   | 12 juillet   |            |    | 13 juillet | 13 juillet |
|  | Allemagne    | forfait      |            |    | 13 juillet | 13 juillet |
|  | Allemagne    | forfait      |            |    | 13 juillet | 13 juillet |
|  | Panama       |              |            |    | 13 juillet | 13 juillet |
|  | Panama       | 25           |            |    |            |            |
|  | Panama       | 25           | 12 juillet |    |            |            |
|  |              | France       | 8          |    |            |            |
|  | Danemark     | France       | 8          | 34 |            |            |
|  | Danemark     |              |            | 34 |            |            |
|  | France       | 40           |            |    |            |            |
|  | France       | 40           |            |    |            |            |

### Classement final
| Rang               | Équipe     |
| ------------------ | ---------- |
| Médaille d'or      | États-Unis |
| Médaille d'argent  | Italie     |
| Médaille de bronze | Mexique    |
| 4                  | Autriche   |
| 5                  | Panama     |
| 6                  | France     |
| 7                  | Danemark   |

## Tournoi féminin

### Tour préliminaire
|   | Équipe     | J | V | D | PP | PC  | +/- |
| - | ---------- | - | - | - | -- | --- | --- |
| 1 | États-Unis | 3 | 3 | 0 | 97 | 59  | +38 |
| 2 | Panama     | 3 | 2 | 1 | 93 | 56  | +37 |
| 3 | Autriche   | 3 | 1 | 2 | 80 | 78  | +2  |
| 4 | France     | 3 | 0 | 3 | 44 | 121 | -77 |

| 10 juillet | États-Unis | 31 | 25 | Panama     |
| 10 juillet | Autriche   | 40 | 25 | France     |
| 10 juillet | Autriche   | 21 | 27 | États-Unis |
| 10 juillet | Panama     | 42 | 6  | France     |
| 11 juillet | États-Unis | 39 | 13 | France     |
| 11 juillet | Panama     | 26 | 19 | Autriche   |

|   | Équipe  | J | V | D | PP  | PC | +/-  |
| - | ------- | - | - | - | --- | -- | ---- |
| 1 | Mexique | 3 | 3 | 0 | 125 | 19 | +106 |
| 2 | Japon   | 3 | 2 | 1 | 57  | 68 | -11  |
| 3 | Italie  | 3 | 1 | 2 | 39  | 87 | -48  |
| 4 | Brésil  | 3 | 0 | 3 | 45  | 92 | -47  |

| 10 juillet | Mexique | 34 | 13 | Japon  |
| 10 juillet | Brésil  | 19 | 25 | Italie |
| 11 juillet | Mexique | 42 | 6  | Brésil |
| 11 juillet | Japon   | 19 | 14 | Italie |
| 11 juillet | Mexique | 49 | 0  | Italie |
| 11 juillet | Japon   | 25 | 20 | Brésil |

### Phase finale
|  | Quarts de finale | Quarts de finale |            |            | Demi-finales           | Demi-finales           |    |  | Finale     | Finale     |
|  | Quarts de finale | Quarts de finale |            |            | Demi-finales           | Demi-finales           |    |  | Finale     | Finale     |
|  |                  |                  |            |            |                        |                        |    |  |            |            |
|  | 12 juillet       | 12 juillet       |            |            | 13 juillet             | 13 juillet             |    |  | 14 juillet | 14 juillet |
|  | 12 juillet       | 12 juillet       |            |            | 13 juillet             | 13 juillet             |    |  | 14 juillet | 14 juillet |
|  | Mexique          | 41               |            |            | 13 juillet             | 13 juillet             |    |  | 14 juillet | 14 juillet |
|  | Mexique          | 41               |            |            | 13 juillet             | 13 juillet             |    |  | 14 juillet | 14 juillet |
|  | France           | 6                |            |            | 13 juillet             | 13 juillet             |    |  | 14 juillet | 14 juillet |
|  | France           | 6                | Mexique    | 36         |                        |                        |    |  | 14 juillet | 14 juillet |
|  | 12 juillet       |                  | Mexique    | 36         |                        |                        |    |  | 14 juillet | 14 juillet |
|  |                  | Panama           | 7          |            |                        |                        |    |  | 14 juillet | 14 juillet |
|  | Panama           | Panama           | 7          | 33         |                        |                        |    |  | 14 juillet | 14 juillet |
|  | Panama           |                  |            | 33         |                        |                        |    |  | 14 juillet | 14 juillet |
|  | Italie           | 13               |            |            |                        |                        |    |  | 14 juillet | 14 juillet |
|  | Italie           | 13               | Mexique    | 39         |                        |                        |    |  |            |            |
|  | 12 juillet       |                  | Mexique    | 39         |                        |                        |    |  |            |            |
|  |                  | États-Unis       | 6          |            |                        |                        |    |  |            |            |
|  | Japon            | États-Unis       | 6          | 32         |                        |                        |    |  |            |            |
|  | Japon            | 13 juillet       |            | 32         |                        |                        |    |  |            |            |
|  | Autriche         | 39               |            |            |                        |                        |    |  |            |            |
|  | Autriche         | 39               | Autriche   | 32         |                        |                        |    |  |            |            |
|  | 12 juillet       | 12 juillet       | Autriche   | 32         | Match pour la 3e place | Match pour la 3e place |    |  |            |            |
|  | 12 juillet       | 12 juillet       |            | États-Unis | Match pour la 3e place | Match pour la 3e place | 36 |  |            |            |
|  | États-Unis       | 32               | 14 juillet | 14 juillet |                        |                        | 36 |  |            |            |
|  | États-Unis       | 32               | 14 juillet | 14 juillet |                        |                        |    |  |            |            |
|  | Brésil           | 7                |            | Panama     | 40                     |                        |    |  |            |            |
|  | Brésil           | 7                |            | Panama     | 40                     |                        |    |  |            |            |
|  |                  |                  |            |            |                        |                        |    |  | Autriche   | 19         |
|  |                  |                  |            |            |                        |                        |    |  | Autriche   | 19         |

### Matches de classement
|  | Places 5 à 8 | Places 5 à 8 |          |    | 5e place   | 5e place   |
|  | Places 5 à 8 | Places 5 à 8 |          |    | 5e place   | 5e place   |
|  |              |              |          |    |            |            |
|  | 12 juillet   | 12 juillet   |          |    | 13 juillet | 13 juillet |
|  | 12 juillet   | 12 juillet   |          |    | 13 juillet | 13 juillet |
|  | France       | 13           |          |    | 13 juillet | 13 juillet |
|  | France       | 13           |          |    | 13 juillet | 13 juillet |
|  | Italie       | 18           |          |    | 13 juillet | 13 juillet |
|  | Italie       | 18           | Italie   | 0  |            |            |
|  | 12 juillet   |              | Italie   | 0  |            |            |
|  |              | Japon        | 19       |    |            |            |
|  | Japon        | Japon        | 19       | 30 |            |            |
|  | Japon        |              |          | 30 |            |            |
|  | Brésil       | 20           |          |    |            |            |
|  | Brésil       | 20           | 7e place |    |            |            |
|  |              |              |          |    |            |            |
|  | 13 juillet   |              |          |    |            |            |
|  |              |              |          |    |            |            |
|  | France       | 6            |          |    |            |            |
|  | France       | 6            |          |    |            |            |
|  | Brésil       | 34           |          |    |            |            |
|  | Brésil       | 34           |          |    |            |            |

### Classement final
| Rang               | Équipe     |
| ------------------ | ---------- |
| Médaille d'or      | Mexique    |
| Médaille d'argent  | États-Unis |
| Médaille de bronze | Panama     |
| 4                  | Autriche   |
| 5                  | Japon      |
| 6                  | Italie     |
| 7                  | Brésil     |
| 8                  | France     |

## Médaillés
| Épreuves         | Or | Argent | Bronze |
| ---------------- | --- | --- | --- |
| Tournoi masculin | États-Unis- Aamir Brown - Geoffrey Bryan - James Calhoun - Laval Davis - Darrell Doucette - Dezmin Lewis - Bruce Mapp - Jordan Oquendo - David Price - Johnny Rembert - Ladderick Smith - Frankie Solomon      | Italie- Gerardo Frazzetto - Matteo Galante - Jared Lee Gerbino - Matteo Mozzanica - Riccardo Petrilli - Flavio Piccinni - Gianluca Santagostino - Lorenzo Scaperrotta - Tamsir Seck - Mark Andrew Simone - Giuseppe della Vecchia Luke Zahradka | Mexique- Victor Balderramos - Bruno Espinoza - Carlos Espinoza - Alejandro Esquer - Cosme Hernandez - Ivan Roberto Mendez - Jorge Olivera - Joshua Olivo - Carlos Olvera - David Ramirez - Said Salazar - Guillermo Villalobos              |
| Tournoi féminin  | Mexique- Silvia Contreras - Andrea Delgadillo - Diana Flores - Rebecca Landa - Arianna Lora - Indra Montes - Ingrid Ramirez - Monica Rangel - Pamela Reyes - Xiomara Rios - Ana Valeria Rojano - Sheilla Silva | États-Unis- Deliah Autry - Nadia Bibbs - Mary Kate Bula - Sheneika Comice - Crystal Daniels - Mariah Gearhart - Vanita Krouch - Joann Overstreet - Ayanna Pate - Michelle Roque - Ashley Whisonant - Crystal Winter                             | Panama- Valerie Castillero - Andrea Castillo - Orlanda Castro - Leslie del Cid - Angela Evans - Maria de Lourdes Gallimore - Arlen Hernandez - Ana Paula de Leon - Ayin Rodriguez - Maria Rodriguez - Tatiana dos Santos - Thaymiluz Santos |